# Antoine Brun

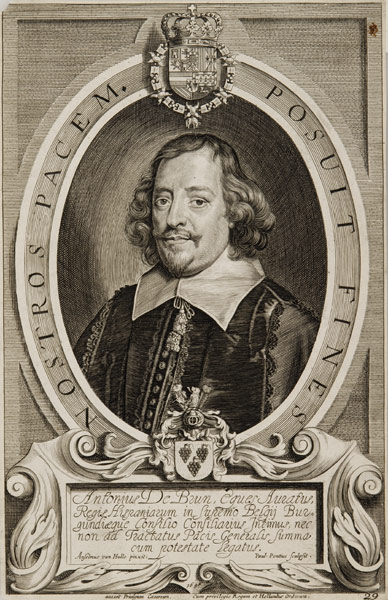
Antoine Brun, grabado calcográfico de Paulus Pontius por pintura de Anselm van Hulle. Inscripción: «Antonius De Brun, Eques Auratus, Regis Hispaniarum in supemo (sic) Belgii Burgundiæque Consilio Consiliarius Intimus, nec non ad Tractatus Pacis Generalis summa cum potestate Legatus».

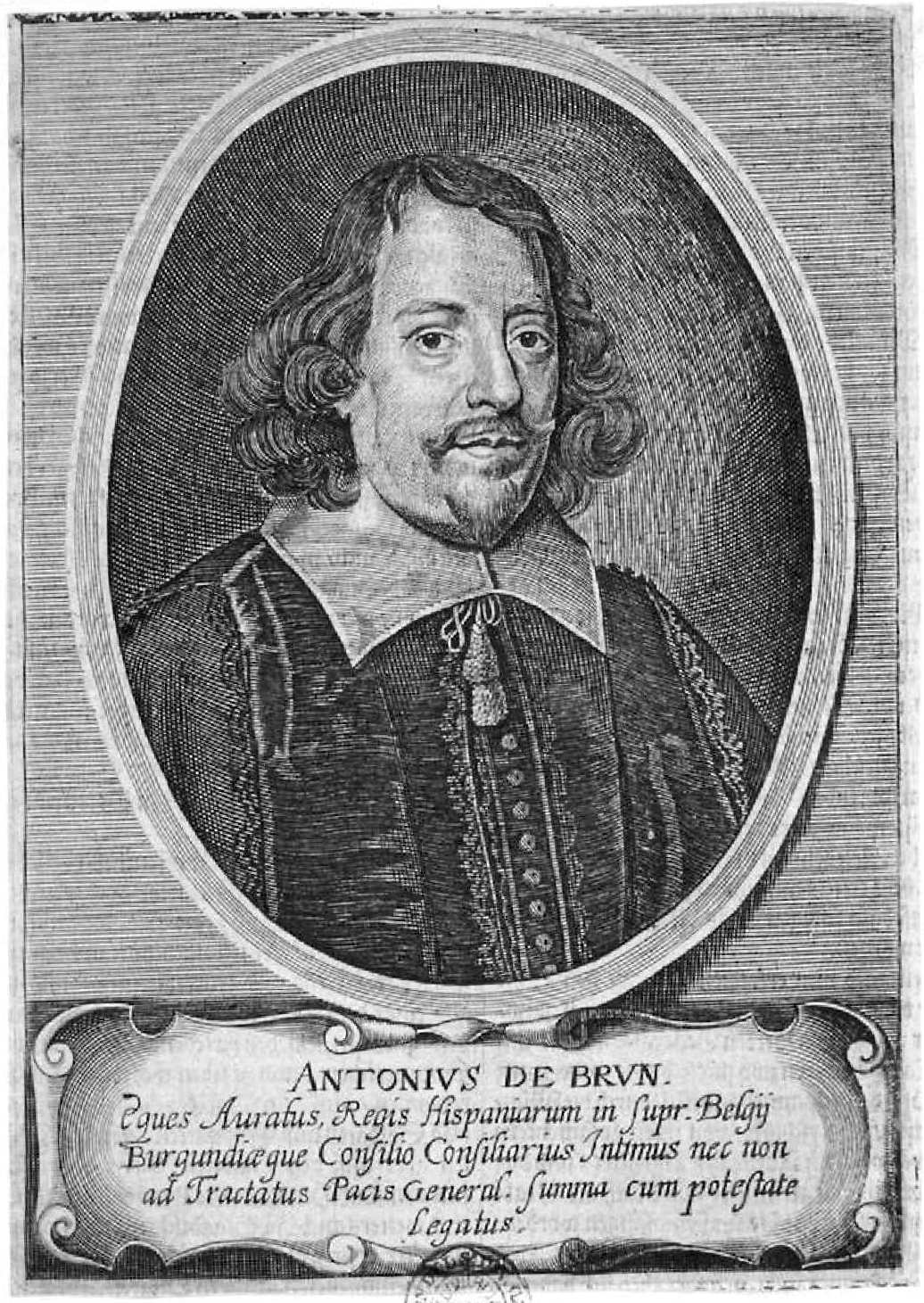
Anónimo: Antoine Brun, grabado calcográfico, Biblioteca Nacional de España.

Antoine Brun (Dole, 29 de junio de 1599-La Haya, 2 de enero de 1654) fue un abogado, polemista y diplomático natural del Franco Condado, embajador plenipotenciario al servicio de Felipe IV en las negociaciones del Tratado de Münster y primer embajador de España en las Provincias Unidas de los Países Bajos tras el reconocimiento de su independencia. 

## Biografía
Hijo de Claude Brun, consejero del parlamento de Dole, y de Marie Dard, estudió en las universidades de Dole y Bourges, doctorándose en ambos derechos en 1622. Inició su carrera de escritor político con formación humanística traduciendo del latín al francés una selección escogida de las epístolas de Justo Lipsio (Les choix des épistres de Lipse), de las que salió una primera edición en 1619 y que fueron reeditadas en 1624 y 1650. Siguieron a estas dos piezas de elocuencia fúnebre, en elogio de Felipe III y del archiduque Alberto de Austria, ambos fallecidos en 1621, sermones en los que destacó como orador, pero el grueso de su producción literaria lo forman un numeroso y disperso conjunto de cartas, discursos y libelos en los que se manifestó como un agudo polemista en defensa de los intereses de España y el catolicismo frente a las ambiciones de Francia, a la que siempre vio como la gran enemiga del Franco Condado borgoñón. Procurador general del parlamento de Dole en 1632, combatió activamente y con la pluma en la defensa del Franco Condado frente a la invasión francesa de 1636, durante la guerra de los Diez años, a la que dedicó la Campagne du Duc de Longueville (1638) y el Manifeste au nom des peuples de la Franché-Comte de Bourgogne, de la continuation des hostilités des Français ed de la résistance y aportée depuis la levée du siège de Dole (1638, vuelto a publicar por Emile Longin en 1905 como Le manifeste de Antoine Brun).
En 1640 se incorporó como representante del Círculo de Borgoña a la Dieta imperial reunida en Ratisbona y un año más tarde acompañó al marqués de Castel Rodrigo a Viena y Frankfurt, en seguimiento de la Dieta. Miembro del Consejo de Flandes en enero de 1642 –aunque no llegase a tomar posesión de su plaza en Madrid–, nombrado por el archiduque Leopoldo Guillermo barón de Brun en Flandes y Eques auratus (caballero de la espuela dorada) en el Sacro Imperio, participó desde el primer momento en las negociaciones que condujeron al Tratado de Münster entre las Provincias Unidas de los Países Bajos y España (1648), formando parte de la delegación encabezada primero por Diego de Saavedra Fajardo y luego por el conde de Peñaranda. En refuerzo de su posición redactó, en polémica con las cartas de los embajadores franceses y las pretensiones de Francia, la Amico-critica monitio ad Galliae legatos (1644), donde comparaba a Luis XIV con el miles gloriosus ridiculizado por Plauto. Junto a la Monitio redactó otros varios discursos, tanto en latín como en francés, escritos durante las negociaciones de paz y una vez concluidas estas, ya como embajador en La Haya (1649), dirigidos a los Estados Generales (Pierre de touche des veritables interests des Provinces Unies du Païs-Bas: et Des Intentions des deux Couronnes, sur les Traittez de Paix, 1647; Propositions faictes par l'ambassadeur d'Espagne, a messieurs les Estats Generavx, 1650) con objeto de convencerles de las rectas intenciones de Felipe IV, deseoso de concluir las paces.
Murió en La Haya, donde continuó en su puesto de embajador, el 2 de enero de 1654, y fue sucedido al frente de la legación diplomática por Esteban de Gamarra.